# Conférences de la guerre froide en Europe
La Seconde Guerre mondiale ne s’est pas achevée par un traité de paix entre les belligérants, contrairement à toutes les guerres précédentes en Europe. De nombreuses conférences internationales se sont donc tenues de 1945 à 1955 dans le but de trouver un accord définitif entre les alliés de la Seconde Guerre mondiale sur la paix et la sécurité en Europe. Le sujet majeur en fut le règlement du problème allemand qui ne trouvera son dénouement provisoire qu’en 1955, avec la reconnaissance de l’existence de deux états allemands, la RFA et la RDA, ancrés respectivement dans le camp occidental et le camp communiste. Trente-cinq ans s’écouleront ensuite avant que la question ne rebondisse avec l’effondrement du bloc soviétique, conduisant à la réunification de l’Allemagne en 1990.
L’impossible accord sur l’Allemagne et les visions divergentes des Quatre quant à leur sécurité, leur redressement économique et leur rôle dans le monde conduisirent dès 1947 à l’instauration de l’état de guerre froide entre les deux Grands, les États-Unis et l’Union soviétique, et à la constitution des blocs de l’Ouest et de l’Est autour d’eux.
Au-delà de ces conférences entre ministres des Affaires étrangères et diplomates, événements spectaculaires très médiatisés, les États ont cherché des réponses plus structurelles aux questions de paix, de sécurité et de développement économique via la création d’Organisations permanentes de gouvernance interétatique. En 1945, l’Organisation des Nations unies (ONU)  - qui deviendra souvent le théâtre de l’affrontement Est-Ouest – est née de cette volonté des Quatre d’instaurer une paix durable. À partir de 1947, afin de répondre aux besoins de chacun des deux blocs en Europe, naîtront de conférences constitutives spécifiques l’Organisation européenne de coopération économique (OECE), le Conseil de l’Europe, la Communauté européenne du charbon et de l'acier (CECA), et l’Union de l'Europe occidentale (UEO) à l’Ouest, le Kominform et le CAEM à l’Est, ainsi que deux grandes alliances militaires : l’OTAN pour le camp occidental et le Pacte de Varsovie pour le camp soviétique.

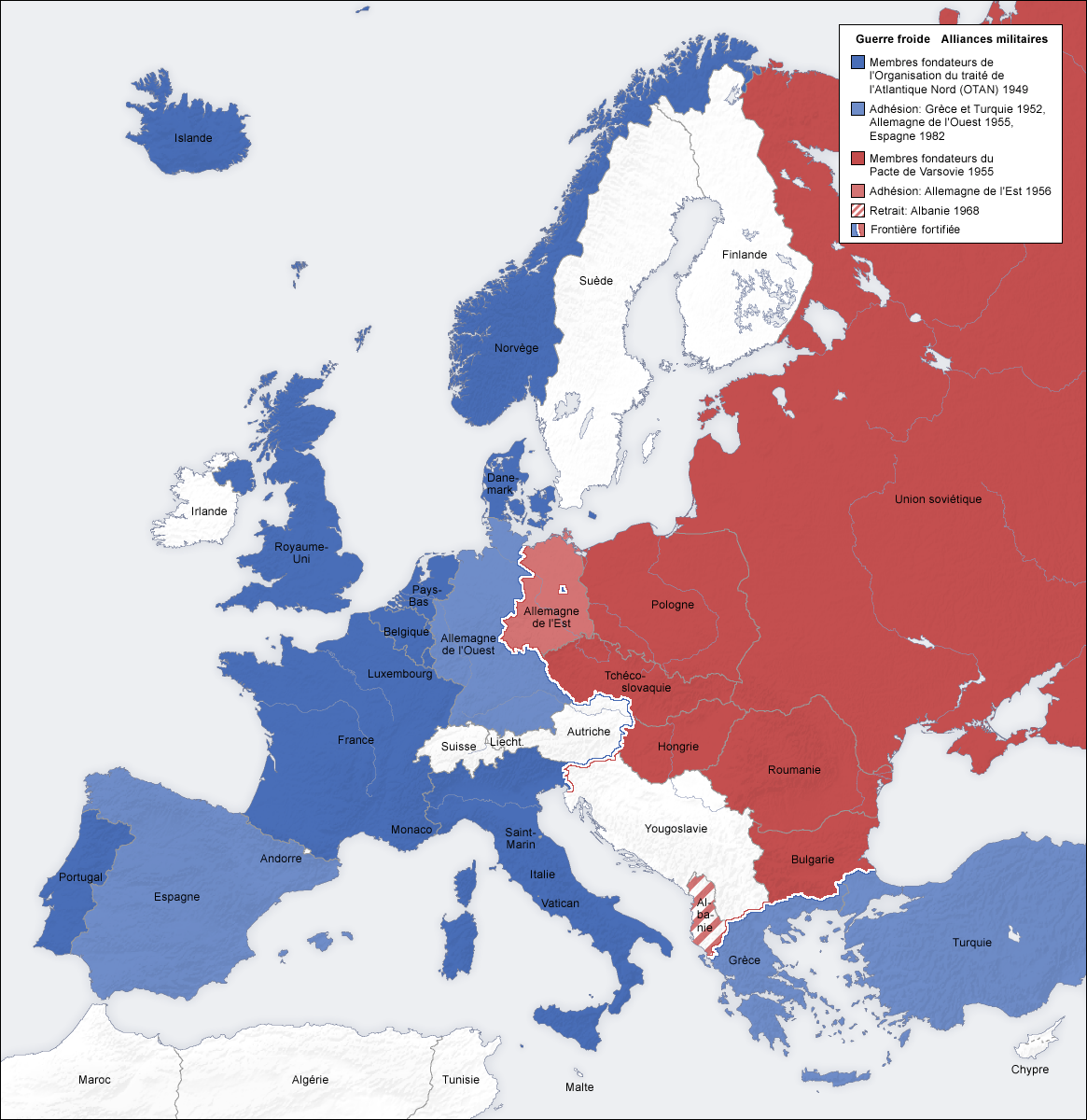
Les deux blocs organisèrent leur sécurité autour d’alliances militaires qui se constituèrent progressivement au cours de la décennie 1945 - 1955

## Tableau synoptique des conférences (1945-1955)
| Conférence | Date ouverture    | Typologie                                        |
| --- | ----------------- | ------------------------------------------------ |
| Mise en place du Conseil de contrôle des Alliés en Allemagne (en anglais ACC pour "Allied Control Council"), chargé des décisions concernant le pays dans son ensemble                                                                | 5 juin 1945       | Conférence entre pays de l'Est et de l'Ouest     |
| Conférence de Potsdam, ouverte le 17 juillet, achevée le 2 août | 17 juillet 1945   | Sommet entre chefs d'État de l'Est et de l'Ouest |
| Première réunion du Conseil des ministres des Affaires étrangères (CMAE) à Londres, marquée notamment par la demande de l'URSS d'exclure la France et la Chine                                                                        | 11 septembre 1945 | Conférence entre pays de l'Est et de l'Ouest     |
| Conférence intérimaire des ministres des Affaires étrangères des Alliés à Moscou, entre les États-Unis, l'URSS et la Grande-Bretagne, sans la France et la Chine                                                                      | 16 décembre 1945  | Conférence entre pays de l'Est et de l'Ouest     |
| Seconde réunion de la Conférence des ministres des Affaires étrangères à Paris (première partie du 25 avril au 16 mai) | 25 avril 1946     | Conférence entre pays de l'Est et de l'Ouest     |
| Seconde réunion la Conférence des ministres des Affaires étrangères à Paris (deuxième partie du 16 juin au 12 juillet) | 16 juin 1946      | Conférence entre pays de l'Est et de l'Ouest     |
| Conférence des vingt-et-une nations à Paris pour élaborer les projets de traités de paix avec l'Italie, la Roumanie, la Hongrie, la Bulgarie et la Finlande                                                                           | 29 juillet 1946   | Conférence entre pays de l'Est et de l'Ouest     |
| Troisième réunion de la Conférence des ministres des Affaires étrangères à New-York, aboutissant à un accord sur les traités de paix de 5 pays, hors l'Allemagne                                                                      | 4 novembre 1946   | Conférence entre pays de l'Est et de l'Ouest     |
| Signature à Paris des traités de paix avec l'Italie, la Roumanie, la Hongrie, la Bulgarie et la Finlande | 10 février 1947   | Conférence entre pays de l'Est et de l'Ouest     |
| Signature du traité de Dunkerque d'assistance mutuelle entre la France et le Royaume-Uni | 4 mars 1947       | Alliance entre pays de l'Ouest                   |
| Quatrième Conférence des ministres des Affaires étrangères des Quatre à Moscou | 10 mars 1947      | Conférence entre pays de l'Est et de l'Ouest     |
| Conférence de Paris entre les ministres des Affaires Étrangères de France, Grande-Bretagne et Union soviétique | 27 juin 1947      | Conférence entre pays de l'Est et de l'Ouest     |
| Ouverture à Paris de la Conférence de coopération économique européenne sur le Plan Marshall, 16 pays y participent mais aucun pays de l'Est n'est présent                                                                            | 12 juillet 1947   | Conférence entre pays de l'Ouest                 |
| Conférence fondatrice du Kominform par 9 partis communistes d'Europe et le PCUS, animée par Jdanov | 22 septembre 1947 | Conférence entre pays de l'Est                   |
| Cinquième réunion de la Conférence des ministres des Affaires étrangères à Londres | 25 novembre 1947  | Conférence entre pays de l'Est et de l'Ouest     |
| Ouverture de la Conférence de Londres entre les trois puissances occidentales et les pays du BENELUX en vue de définir une vue conjointe sur l'Allemagne                                                                              | 23 février 1948   | Conférence entre pays de l'Ouest                 |
| Signature du Traité intergouvernemental de défense de Bruxelles,par la France, le Royaume-Uni, la Belgique, les Pays-Bas et le Luxembourg                                                                                             | 17 mars 1948      | Alliance entre pays de l'Ouest                   |
| Dernière réunion du Conseil de contrôle des Alliés (en anglais ACC pour "Allied Control Council") à Berlin, s'achevant par le départ des représentants soviétiques emmenés par Vasily Sokolovsky                                      | 20 mars 1948      | Conférence entre pays de l'Est et de l'Ouest     |
| Création de l'Organisation européenne de coopération économique (OECE), pour coordonner le Plan Marshall du côté européen | 16 avril 1948     | Conférence entre pays de l'Ouest                 |
| Congrès de La Haye, fondateur du mouvement de construction européenne des années 1950 | 7 mai 1948        | Conférence entre pays de l'Ouest                 |
| Conférence de Varsovie, riposte de l'URSS à la Conférence de Londres des occidentaux | 24 juin 1948      | Conférence entre pays de l'Est                   |
| Troisième session du "Consultative Council of the Western Powers", approuvant les principes d'une organisation de défense | 25 octobre 1948   | Conférence entre pays de l'Ouest                 |
| En réponse au Plan Marshall, les pays du bloc de l'Est forment une alliance économique, le Conseil d'assistance économique mutuelle (CAEM ou COMECON en anglais)                                                                      | 25 janvier 1949   | Conférence entre pays de l'Est                   |
| Signature du traité de l'Atlantique nord (OTAN / NATO) à Washington | 4 avril 1949      | Alliance entre pays de l'Ouest                   |
| Accord de Washington entre les occidentaux pour créer la République fédérale d'Allemagne (RFA) | 8 avril 1949      | Conférence entre pays de l'Ouest                 |
| Création du Conseil de l'Europe par 10 pays fondateurs | 5 mai 1949        | Conférence entre pays de l'Ouest                 |
| Sixième réunion de la Conférence des ministres des Affaires étrangères à Paris | 23 mai 1949       | Conférence entre pays de l'Est et de l'Ouest     |
| Accord des trois puissances occidentales sur l'intégration de la RFA dans le bloc occidental | 9 novembre 1949   | Conférence entre pays de l'Ouest                 |
| Déclaration de Robert Schuman, considérée comme fondatrice de l'Europe d'aujourd'hui, proposant la création de la CECA | 9 mai 1950        | Conférence entre pays de l'Ouest                 |
| Conférence des 3 alliés occidentaux à Londres, représentés par leurs Ministres des Affaires étrangères ( Bevin, Acheson et Schuman) pour discuter de l'Allemagne, de l'Autriche, des problèmes monétaires internationaux et de l'OTAN | 11 mai 1950       | Conférence entre pays de l'Ouest                 |
| Signature du Traité de Paris créant la CECA (Communauté Européenne du Charbon et de l'Acier) par la France, la RFA, l'Italie et les pays du Benelux                                                                                   | 18 avril 1951     | Conférence entre pays de l'Ouest                 |
| Echec d'une réunion à Paris des vice-ministres des Affaires étrangères des quatre puissances | 19 avril 1951     | Conférence entre pays de l'Est et de l'Ouest     |
| Signature à Bonn d'une entente sur le statut de la République fédérale d'Allemagne | 26 mai 1952       | Conférence entre pays de l'Ouest                 |
| Conférence au sommet entre les 3 puissances occidentales aux Bermudes | 4 décembre 1953   | Conférence entre pays de l'Ouest                 |
| Conférence à Berlin des ministres des Affaires étrangères des quatre puissances | 25 janvier 1954   | Conférence entre pays de l'Est et de l'Ouest     |
| Une conférence de 9 pays occidentaux s'ouvre à Londres pour trouver une alternative à la CED permettant le réarmement de l'Allemagne                                                                                                  | 28 septembre 1954 | Conférence entre pays de l'Ouest                 |
| Création de l'Union de l'Europe occidentale (UEO) (Western European Union) (Traité de Paris) | 23 octobre 1954   | Conférence entre pays de l'Ouest                 |
| Conférence de 8 pays du bloc de l'Est à Moscou sur la sécurité en Europe | 29 novembre 1954  | Conférence entre pays de l'Est                   |
| Signature du Pacte de Varsovie | 14 mai 1955       | Alliance entre pays de l'Est                     |
| Traité d'État signé par les Quatre portant sur l'indépendance de l'Autriche | 15 mai 1955       | Conférence entre pays de l'Est et de l'Ouest     |
| Ouverture d'une conférence internationale des quatre Grands à Genève | 18 juillet 1955   | Sommet entre chefs d'État de l'Est et de l'Ouest |
| Conférence des ministres des Affaires étrangères sur la sécurité en Europe | 27 octobre 1955   | Conférence entre pays de l'Est et de l'Ouest     |

## Les objectifs poursuivis par les vainqueurs de la seconde guerre mondiale
La seconde guerre mondiale avait rassemblé les alliés - États-Unis, Union soviétique (ou URSS), et Grande-Bretagne - sur un objectif commun unique : abattre le IIIème Reich allemand. Une fois cet objectif en passe d’être atteint, les visions de chacun d’entre eux pour l’après-guerre ont été dictées par leurs propres considérations en matière idéologique, économique et de sécurité. Ce dernier facteur a pesé très lourd de par le potentiel de destruction des armes nucléaires rendant tous les pays y compris les États-Unis, vulnérables à des attaques. À partir de 1945, la France sera progressivement admise au nombre des vainqueurs et à prendre part aux négociations sur la paix et l’avenir de l’Europe, largement sur l’insistance des britanniques ; sa politique sera dictée principalement par des considérations de géopolitique européenne dans la hantise d’une résurgence allemande semblable à celle qui entre les deux guerres avait conduit au IIIème Reich.

### Les objectifs des soviétiques
À Moscou, la préoccupation première a été d’assurer la sécurité et la pérennité de l’Union soviétique qui avait été à deux doigts d’être balayée en 1941 et qui est sortie de la guerre en grand vainqueur certes, mais exsangue. Pour atteindre cet objectif, Staline, dans le prolongement de la politique des Tsars voulait une zone d’influence aussi large que possible en Europe de l’Est et dans des zones stratégiques (Iran, Turquie) pour l’accès au pétrole ou à la mer. Il voulait aussi absolument éviter une Allemagne forte qui tomberait dans le camp occidental et recevoir de l’Allemagne des réparations énormes pour aider à reconstruire l’URSS et en relancer son économie. En réponse au durcissement de la politique américaine, la doctrine Jdanov de septembre 1947 énonçait clairement l’existence de deux camps opposés. Pour autant l’idée de coexistence pacifique en substitution de celle de Grande Alliance issue de la seconde guerre mondiale demeura présente tout au long de cette période. L’Union soviétique fut aussi le pays qui incarnait l’idéologie communiste et de la révolution prolétarienne qui était destinée à prendre le pas sur le capitalisme. Toutefois, les dirigeants communistes comptaient d’abord sur les affrontements internes au capitalisme – notamment entre les États-Unis et la Grande-Bretagne –  et sur le temps. Il fallait d’abord consolider l’avènement du communisme en Union soviétique et ne pas risquer de le compromettre par des actions révolutionnaires susceptibles de provoquer des réactions fortes des pays capitalistes.

### Les objectifs des américains
Du côté américain, la politique extérieure a répondu à deux préoccupations majeures :
- La première, d’ordre stratégique, était de mettre en place un réseau de bases autour de l’Eurasie, afin de ne pas revivre Pearl Harbor, et de tenir à distance des ennemis potentiels (volet défensif) tout en permettant le cas échéant une projection de forces militaires (volet offensif).
- La deuxième, d’ordre économique, était de faire de l’Europe (et de l’Asie) les débouchés économiques des États-Unis, encore traumatisés par la Grande Dépression  de 1929. La prospérité des États-Unis était vue comme dépendant du maintien de l’Europe et de l’Asie dans le monde capitaliste : « le plus grand danger à la sécurité des États-Unis, concluait la CIA mi-1947 est la possibilité d’un effondrement économique de l’Europe de l’Ouest et la prise de pouvoir en résultant par des éléments communistes »[4].

Ce contexte a conduit à adopter dès la fin 1946 et le début 1947 dans les négociations avec les Soviétiques une politique consistant à contenir sans aucun compromis l’influence soviétique en Europe et en Extrême Orient. Cette posture a été largement inspirée par George F. Kennan, diplomate américain, auteur notamment depuis Moscou le 22 février 1946 d’un « Long Télégramme » puis d’un article publié dans la revue Foreign Affairs de juillet 1947 intitulé « The Sources of Soviet Conduct » qui demeurera pendant des années la référence en matière de politique étrangère américaine. Celle-ci a été formalisée par le National Security Council (NSC) dans sa directive NSC 20/4 signée par le Président Truman le 23 novembre 1948.

### Les objectifs des britanniques
Les Anglais ont aussi eu une influence non négligeable sur le déroulement des événements. Winston Churchill avait toujours été très hostile au régime communiste en place à Moscou : dans une allocution prononcée le 22 juin 1941, le soir même de l’invasion allemande de l’Union soviétique, il avait déclaré :« Le régime nazi est identique à ce qu’il y a de pire dans le communisme. Il est dénué de tout principe et de tout sens moral (…). Personne n’a été un adversaire plus constant du communisme que je ne l’ai été depuis vingt-cinq ans. Je ne retirerai pas une seule parole que j’ai prononcée à ce sujet. Mais tout cela s’efface devant le spectacle qui se dévoile à présent (…). » Tout au long de la guerre, il manifesta sa préoccupation de l’après-guerre. Et c’est dès le 5 mars 1946 qu’il prononcera son fameux discours dit du « Rideau de Fer.  » Durant toutes ces années de l’après-guerre, un fort consensus exista entre les Conservateurs et les Travaillistes, qui ont été au pouvoir de juillet 1945 à octobre 1951 avec Clement Attlee comme Premier Ministre, sur la politique à mener sur les questions européennes.

### Les objectifs des français
La France a fait évoluer sa position pendant les conférences diplomatiques de cette période du tout au tout. Sa politique s’est d’abord nourrie des craintes qu’inspirait la perspective de la renaissance d’une Allemagne forte, à l’instar de ce qui s’était passé dans les années 1930 malgré les dispositions strictes du Traité de Versailles mettant fin à la première guerre mondiale. Aussi, jusque mi-1947, Paris voulait le démembrement de l’Allemagne, l’autonomie de la Sarre et de la Rhénanie occidentale, l’internationalisation de la Ruhr et la création d’états allemands au sein d’une fédération aux faibles pouvoirs. Cette politique conduisit les français à opposer leur veto aux tentatives d’établissement d’une administration centrale discutées au sein du Conseil de Contrôle Allié. Obligée de choisir en 1947 et 1948 son camp devant le durcissement des positions des anciens alliés, la France se rallia progressivement aux vues américaines et britanniques, en échange de concessions politiques et économiques significatives, conduisant à la mise en place de deux états allemands. Ensuite, la France sera un acteur majeur du développement de la coopération politique et économique entre les États d’Europe occidentale, initiant ce qui est de nos jours devenu l’Union européenne.

## Sommets entre Chefs d’État de l’Est et de l’Ouest
Deux conférences au niveau des chefs d’État des anciens alliés de la Seconde Guerre mondiale encadrent cette période d’intense négociation de paix en Europe.
Ce sont les deux seules de cette décennie 1945 - 1955, alors que de 1940 à 1945 les chefs d’État de ces mêmes pays se sont rencontrés à plusieurs reprises, et que les décennies suivantes verront à nouveau s’élever la fréquence de telles rencontres, en particulier sur les questions de désarmement.

### Conférence de Potsdam (17 juillet – 2 août 1945)
Cette conférence a réuni les États-Unis représentés par Truman  qui avait succédé à Roosevelt, l’Union soviétique toujours dirigée par Staline  et la Grande-Bretagne en la personne de Clement Attlee, premier ministre travailliste succédant à Winston Churchill au milieu de la conférence. La conférence de Potsdam a organisé les modalités selon lesquelles l’Allemagne serait administrée et les traités de paix avec les belligérants seraient négociés ; à cet effet, le protocole final a mis en place le Conseil des ministres des Affaires Étrangères et défini les orientations politiques et économiques devant guider l’action du Conseil de Contrôle Allié en Allemagne.
Cette conférence ne s’est traduite par un accord que sur un nombre limité de sujets, et a reporté à plus tard les décisions les plus importantes. Surtout l’accord de façade a été obtenu au prix de formulations ambigües dans le protocole final.

### Conférence de Genève (18 – 23 juillet 1955)
Du 18 au 23 juillet 1955, les quatre grandes puissances confèrent à Genève sur la question de la réunification allemande. Aux trois pays participants de Potsdam s’est adjointe la France, en la personne d’Edgar Faure, qui a pris place parmi les puissances négociant le règlement final de la Seconde Guerre mondiale. Les acteurs ont changé :
- Boulganine et Khrouchtchev, qui ont pris le pouvoir après deux années d’interrègne suivant la mort de Staline, représentent l’Union soviétique.
- Eisenhower, qui a été élu Président des États-Unis en novembre 1952, remplace Truman.
- Anthony Eden, qui vient de succéder à Churchill, redevenu Premier Ministre en 1951, mais retiré de la vie politique trois mois plus tôt, représente la Grande-Bretagne.

Cette conférence a eu lieu sur l’insistance de Churchill qui estimait nécessaire de reprendre le dialogue avec l’Union soviétique. C’est dans cet objectif qu’il avait organisé la conférence au sommet entre Eisenhower, Georges Bidault et lui en décembre 1953 aux Bermudes.
Un climat favorable avait été instauré par la signature du traité de paix avec l’Autriche deux mois auparavant, et par l’accord trouvé entre l’Italie et la Yougoslavie au sujet du différend de Trieste. Ce sommet a symbolisé une première détente entre l’Est et l’Ouest, comme l’illustre le geste des Soviétiques de libérer les 10 000 derniers prisonniers de guerre allemands et de lever son opposition à l’admission de 16 nouveaux pays membres à l’ONU.
Mais aucune avancée sur l’Allemagne ni sur les propositions d’Eisenhower « Open skies » ne sera enregistrée au cours de ce sommet. Il sera seulement décidé d’organiser une nouvelle conférence des Ministres des Affaires Étrangères qui s’ouvrira le 27 octobre suivant à Genève.

## Conférences diplomatiques Est-Ouest
Les réunions entre ministres des Affaires étrangères, assistés des diplomates et fonctionnaires de leurs Administrations se sont inscrites initialement dans le prolongement des conférences interalliées qui se sont tenues lors de la Seconde Guerre mondiale. Elles ont été le lieu privilégié des échanges entre les anciens Alliés et du constat progressif des désaccords qui ne purent pas trouver de solution autrement que par la partition de l’Allemagne et la constitution de deux blocs, de l’Ouest et de l’Est.
Elles ont été formellement instaurées lors de la Conférence de Potsdam, dont le protocole final stipule que :« la Conférence a abouti à un accord pour l'établissement d'un Conseil des Ministres des Affaires étrangères représentant les Cinq Principales Puissances, chargé de continuer le travail préparatoire nécessaire aux règlements de paix, et traiter toutes autres questions (…) À titre de tâche immédiate et importante, le Conseil sera autorisé à élaborer, en vue d'être soumis aux Nations Unies, des traités de paix avec l'Italie, la Roumanie, la Bulgarie, la Hongrie et la Finlande et à proposer des règlements aux questions territoriales pendantes au moment où se terminera la guerre en Europe. Le Conseil sera employé à préparer un règlement de paix pour l'Allemagne en vue de son acceptation par le gouvernement de l'Allemagne lorsqu'un gouvernement approprié sera établi. »
En pratique, au-delà des six conférences formelles de ce Conseil, des centaines de réunions diplomatiques à tous niveaux se sont tenues pendant ces 10 ans, faisant dire à John Foster Dulles, qui dénombrait 374 réunions rien que sur le traité de paix avec l’Autriche :« Depuis 2000 ans le mythe de Sisyphe symbolise la tragique inutilité d’efforts toujours recommencés (…). Je pense que pour les 2000 ans à venir cette histoire sera remplacée par celle du Traité de Paix avec l’Autriche. »

### Les acteurs de ces conférences
La  diplomatie  de ces années 1945-1955 s’est incarnée à travers un noyau restreint d’hommes politiques et de diplomates dont beaucoup avaient déjà travaillé ensemble pendant la seconde guerre mondiale et dont la longévité au pouvoir pour beaucoup d’entre eux a assuré une grande continuité dans les négociations.
- Pour les États-Unis, quatre personnalités fortes se sont succédé comme secrétaire d’État : James F. Byrnes, George Marshall, Dean Acheson et John Foster Dulles. Tous les quatre étaient des hommes d’expérience qui avaient joué un rôle important dans la conduite de la politique étrangère des États-Unis avant leur accession à la tête du département d’État. Des diplomates, comme George F. Kennan, ont aussi joué un rôle très important tout au long de cette période.
- Pour l’Union soviétique, seuls deux hommes ont dirigé la diplomatie de leur pays sur cette période Viatcheslav Molotov et Andrey Vyshinsky. Quelques autres, en petit nombre comme Andreï Jdanov, ont joué les premiers rôles tout au long de ces dix ans.
- En France, Georges Bidault et Robert Schuman ont été ministre des Affaires étrangères à tour de rôle pendant presque la totalité de ces 10 ans, pendant que Jean Monnet était l’artisan de la construction de l’Europe de l’Ouest qui allait émerger de la coupure en deux blocs résultant de la guerre froide.
- En Grande-Bretagne, Ernest Bevin a représenté son pays dans le gouvernement travailliste d’Attlee de 1945 à 1951, puis Anthony Eden dans celui conservateur de Churchill qui lui succéda.

### Trois phases diplomatiques
1945–1955
L’activité diplomatique de cette décennie s’articule chronologiquement en trois temps distincts :
- 1945-1947 : un temps d’activité diplomatique intense, avec quelques succès mais surtout la cristallisation de positions antinomiques sur l’Allemagne.
- 1948-1953 : une période de gel diplomatique et de crise déclenchée par le blocus de Berlin, sur fond de guerre en Corée et en Indochine, qui s’est achevée par la mort de Staline le 5 mars 1953.
- 1954-1955 : une période de reprise du dialogue avec l’arrivée au pouvoir en URSS des successeurs de Staline.

L’importance de l’activité diplomatique de cette décennie tient aussi au fait que les États-Unis et l’Union soviétique n’ont jamais sérieusement envisagé que la situation en Europe puisse trouver un dénouement par des voies militaires. En pratique les zones d’influence respectives délimitées par l’avancée des troupes en mai 1945 à la chute du Troisième Reich allemand et les zones d’occupation de l’Allemagne se figèrent progressivement, sans que les crises et tensions parfois vives durant ces dix années ne coupent la voie à une approche prudente ni ne remettent en cause l’existence d’échanges diplomatiques intenses.
Mais l’espoir suscité en 1955 par la coexistence pacifique allait rapidement retomber avec les crises de 1956 et le lancement de la course aux armements qui dominerait les années soixante et soixante-dix.

### La recherche d’un accord de paix sur l’Allemagne (1945 - 1947)

#### Les premières réunions du «Conseil des Ministres des Affaires Étrangères»
La première réunion s’est tenue à Londres en septembre 1945 avec les Ministres des 5 puissances : les États-Unis, la Grande-Bretagne, la France,  la Chine et l’Union soviétique. Cette dernière souhaitant exclure la France et la Chine, il fut finalement décidé après des négociations entre les 3 signataires de Potsdam que la France participerait aux prochaines réunions. La deuxième réunion, se tint à Paris et la troisième à New-York. Conformément au mandat qui leur avait été donné à Potsdam, ces conférences aboutirent principalement à un accord sur les traités de paix avec les pays belligérants sauf l’Allemagne.

#### La signature des traités de paix à Paris en février 1947
Cette conférence s’est tenue à Paris pour procéder à la signature des traités de paix avec l’Italie, la Roumanie, la Hongrie, la Bulgarie et la Finlande sur laquelle un accord était intervenu au cours de la troisième réunion du Conseil des Ministres des Affaires Étrangères 3 mois auparavant à New-York.

#### L’échec des conférences suivantes et le lancement du Plan Marshall
Une quatrième réunion du « Conseil des Ministres des Affaires Étrangères » s’est tenue à Moscou à partir du 10 mars 1947, à laquelle George Marshall a participé en tant que nouveau Secrétaire d’État. Au Conseil de Contrôle Allié qui assurait depuis juin 1945 la gouvernance  de l’Allemagne, les dissensions entre les quatre alliés apparaissaient clairement avant l’ouverture de cette conférence consacrée exclusivement à l’Allemagne et à l’Autriche. Aucune avancée n’intervint après un mois et demi de négociations, en marge desquelles Marshall rencontra directement Staline.

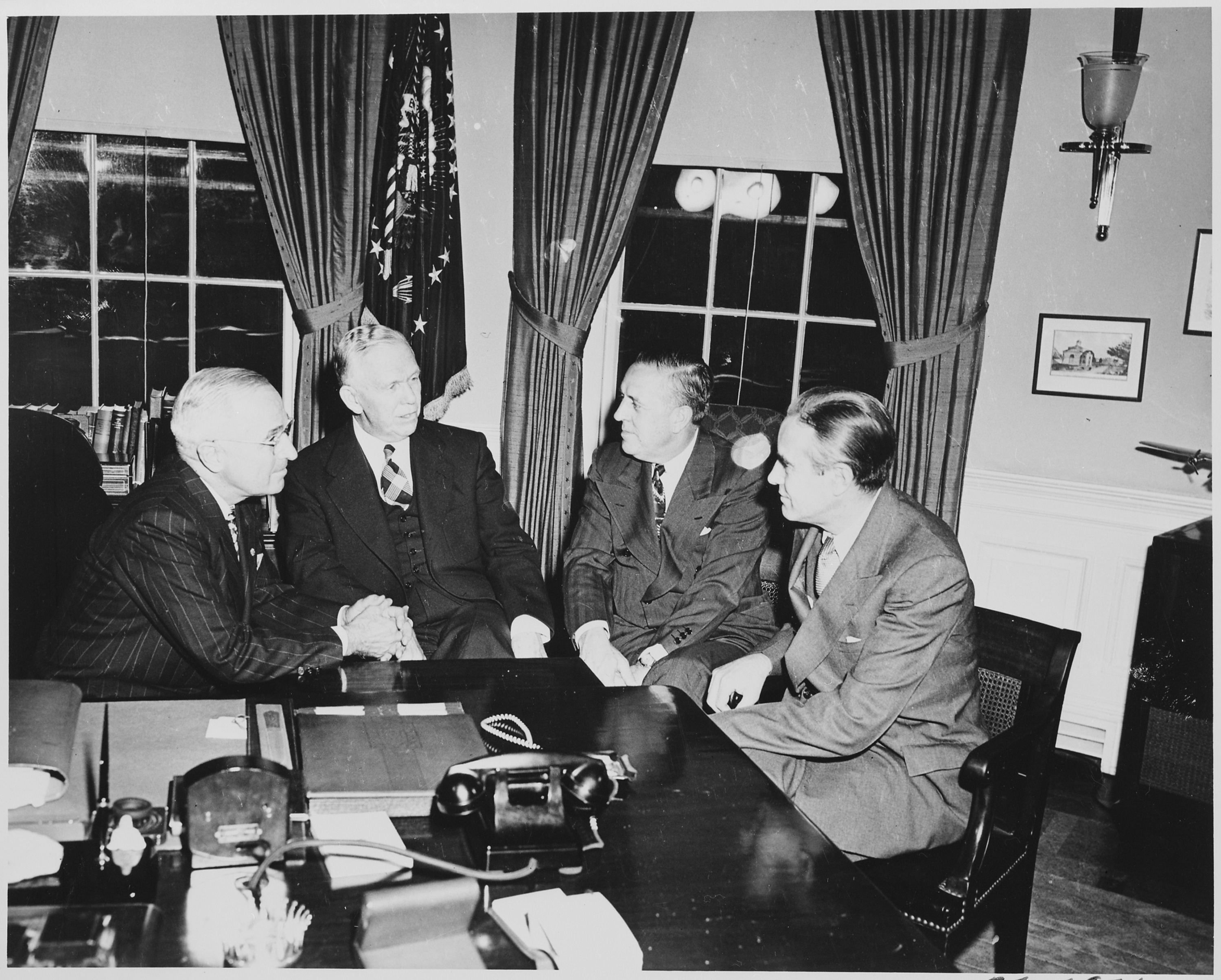
Le Président Truman et George Marshall discutent du Plan Marshall

Cet échec conduit George Marshall à proposer dans un discours prononcé le 5 juin 1947 un plan d’aide économique à l’Europe, offert à tous les pays qui voudraient y participer, y compris ceux de l’Europe de l’Est et l’Union soviétique.
Dans ce contexte s’est ouvert à Paris le 27 juin 1947 une conférence qui a la particularité d’avoir été organisée par la Grande-Bretagne et la France, sans la participation des États-Unis, mais avec l’Union soviétique dans l’objectif d’amener cette dernière à prendre position sur le Plan Marshall qui avait été proposé à tous les pays d’Europe de l’Est. Molotov quitta brutalement la conférence le 2 juillet en signifiant le refus de l’URSS d’y participer. Dans la foulée, Moscou interdit à tous les pays d’Europe de l’Est de prendre part à la Conférence de Paris qui allait s’ouvrir quelques jours plus tard pour définir les besoins de chacun des pays volontaire pour bénéficier de cette aide.
Une cinquième réunion du Conseil s’est tenue à Londres en novembre 1947, sans aucune avancée sur la question allemande, achevant de convaincre les occidentaux qu’aucun accord ne pourrait intervenir avec Moscou.

### Le gel de la diplomatie et le blocus de Berlin (1948 - 1953)
Le blocus de Berlin a été décidé par Staline pour que les Occidentaux renoncent à leurs plans relatifs à l’Allemagne. Les premières mesures de contrôle à l’entrée de Berlin furent prises par les russes le 31 janvier 1948, et le 20 mars le représentant Soviétique, le Maréchal Vassili Sokolovski, quitta la réunion du Conseil de Contrôle Allié pour ne jamais y revenir, marquant la fin de cet organe interallié et la suspension des réunions officielles entre les anciens alliés.
Comme souvent dans les phases de crises aigües ou pour ouvrir la voie à des conférences officielles, la diplomatie secrète se substituera à la diplomatie officielle pour poursuivre malgré tout le dialogue entre les Grandes Puissances : dans le cas d’espèce, Yakov Malik et Philip Jessup, respectivement représentants de l’Union soviétique et des États-Unis auprès de l’ONU, se rencontreront à de nombreuses reprises pour trouver une issue négociée à cette crise qui s’achèvera le 12 mai 1949 par la levée du blocus.
La sixième réunion du Conseil des Ministres des Affaires Étrangères à Paris du 23 mai au 20 juin 1949, entérinera les résultats de ces négociations touchant principalement les conditions d’accès à Berlin et constatera une fois de plus le désaccord sur l’Allemagne.
Au même moment, la partition de l’Allemagne est entérinée avec des actes établissant juridiquement la souveraineté de la RFA par la promulgation de sa Loi fondamentale le 23 mai 1949,  et de la RDA par l’annonce de sa fondation et la publication de sa constitution le 7 octobre 1949.
En avril 1951 une réunion au niveau des vice-ministres des Affaires Étrangères n’aboutira qu’au même résultat. Jusqu’à la disparition de Staline, la diplomatie Est-Ouest sera quasiment gelée, l’attention s’étant déplacée vers l’Asie avec la victoire des communistes en Chine, la Guerre de Corée et la Guerre d’Indochine.

### La première détente (1954 - 1955)
L’arrivée au pouvoir des successeurs de Staline va permettre une réouverture du dialogue diplomatique entre l’Est et l’Ouest.

#### Conférence de Berlin en janvier 1954
Organisée à l'initiative de Winston Churchill, une conférence est organisée à Berlin du 25 janvier au 18 février 1954, où se retrouvent les ministres des Affaires étrangères des quatre Grands. Elle marque la reprise du dialogue entre l’Est et l’Ouest, en application de la coexistence pacifique mise en avant par les nouveaux dirigeants soviétiques. Mais les discussions aboutissent à un nouvel échec sur la recherche d'un accord entre les « Quatre » au sujet du statut de l'Allemagne et de l'Autriche.
Cependant, ils s'entendent pour organiser une conférence à Genève portant sur le règlement des conflits en Corée et en Indochine, qui s’ouvrira le 26 avril suivant et s’achèvera le 21 juillet par un accord sur ce dernier.

#### Signature à Vienne du Traité d’État Autrichien en mai 1955
Le 8 février 1955, Molotov annonce que l’URSS est disposée à signer un traité de paix relatif à l’Autriche et à retirer ses troupes, en échange de la neutralité de l’État autrichien ainsi restauré dans sa souveraineté . Cette volte-face peut s’expliquer par le désir du Kremlin de rendre crédible sa politique de neutralisation de l’Allemagne, mise à mal par sa récente incorporation dans l’OTAN. Dès lors, tout ira très vite : les autrichiens sont satisfaits des propositions renouvelées par les soviétiques de neutralité de l’Autriche en échange du retour à sa pleine souveraineté et de l’évacuation des troupes d’occupation. Les États-Unis acceptent le 22 avril ces dispositions qui se traduiront par la signature du Traité d’État autrichien le 15 mai 1955 à Vienne.

#### Conférence de Genève sur l’Allemagne et la sécurité en Europe en octobre 1955
À la suite du sommet de Genève de juillet 1955, les ministres des Affaires étrangères des Quatre, l'américain John Foster Dulles, le français Antoine Pinay, le britannique Harold Macmillan et le russe Molotov se réunissent du 27 octobre au 16 novembre 1955. Ils ne trouvent pas de terrain d'entente et le problème de la division allemande ne trouve toujours pas de solution. En revanche un accord très important pour le futur intervient sur l’ouverture de négociations sur la sécurité en Europe.

## Conférences entre pays occidentaux
L’émergence d’un bloc occidental n’a pas résulté d’un consensus naturel entre les États-Unis, la Grande-Bretagne et la France. La convergence de ces trois pays et des autres pays d’Europe occidentale sur des politiques communes et des initiatives fortes, pérennes jusqu’à ce jour, soit 60 ans plus tard et 20 après la chute du Bloc Soviétique, a été le fruit d’un grand nombre d’échanges diplomatiques et de conférences dont les plus importantes sont listées ci-après.

### Conférences relatives au Plan Marshall et à la coopération européenne

#### Conférence de Paris sur le Plan Marshall de juillet 1947
À l'initiative de la France et de la Grande-Bretagne, la conférence s'ouvrit à Paris le 12 juillet avec la participation de 16 pays européens, sans aucun pays de l'Europe de l'Est. L'objet de cette conférence était d'élaborer un programme d'utilisation de l'aide proposée par les États-Unis et de créer une organisation de coopération et d'entraide des nations européennes. La Conférence organisa ses travaux en créant le Comité de Coopération Economique Européenne (CCEE), chargé de remettre en septembre aux États-Unis un rapport sur les besoins européens. Le CCEE était animé par un Comité Exécutif de 5 membres : France, Italie, Norvège, Pays-Bas et Grande-Bretagne. Ce rapport fut finalement remis le 22 septembre et donna lieu à de longues négociations avec les américains dans les trois mois qui suivirent. Finalement, Truman proposa au Congrès d'approuver un plan d'aide à l'Europe de 17 Milliards de $ sur 4 ans. Entre-temps, devant l'urgence de la situation alimentaire, sociale et économique en Europe, un plan d'aide intérimaire fut mis en place. Le Congrès des États-Unis vota en décembre 1947 une aide de 540 Millions de $ à la France, l'Italie et l'Autriche.

#### Convention instaurant l’OECE en avril 1948
Signée par 16 pays européens plus l’Allemagne via les administrations d’occupation, la convention du 16 avril 1948 fonde l’Organisation européenne de coopération économique (OECE) dont le rôle premier fut de répartir l’aide du Plan Marshall entre les pays participants.

#### Conférence sur la création d’un Conseil de l’Europe à Londres en mai 1949
Avant même la fin de la seconde Guerre mondiale certains imaginaient la reconstruction politique de l'Europe d'après guerre : ainsi, Churchill, dès 1942, songeait déjà ouvertement à un Conseil de l'Europe. Après la fin du conflit, l'idée européenne tend à s'affirmer. Churchill propose dans un discours prononcé en 1946 à Zürich la création d’États-Unis d’Europe.
En 1947, les mouvements pro-européens se ressemblent autour du Comité International de coordination des mouvements pour l'unité européenne. Tous s'attachent alors à vouloir organiser une manifestation d'ampleur. C'est à l'origine de la réunion du Congrès de l’Europe à la Haye du 7 au 10 mai 1948, sous la présidence d’honneur de Winston Churchill. Ce Congrès a ressemblé près d'un millier de personnes, notamment des délégués venus de 30 pays. Cependant les participants se divisent sur la nature même de l'Europe à construire : d'un côté, les partisans d'une Europe fédérale et de l'autre, les unionistes opposés à toute restriction de la souveraineté des États. Cette division bloque toute réalisation concrète dans l'immédiat, mais le Congrès adopte tout de même trois recommandations : la création d'une union économique et politique; la convocation d'une assemblée délibérative et l'élaboration d'une charte des droits de l'Homme, avec la mise en place d'une Cour européenne de justice.
Les querelles entre les partisans d'une Europe fédérale et ceux d'une coopération intergouvernementale s'achèvent finalement en faveur de ces derniers, à Londres en 1949. C'est ainsi que le Conseil de l'Europe naît officiellement le 5 mai 1949 par le Traité de Londres, signé le jour même par la Belgique, le Danemark, la France, l'Irlande, l'Italie, le Luxembourg, les Pays-Bas, la Norvège, la Suède et le Royaume-Uni. La Grèce et la Turquie en deviendront membre en 1949, l’Allemagne et l'Islande en 1950.

#### Conférence signataire du Traité de Paris créant la CECA en avril 1951
Quelques jours avant la conférence qui va réunir à Londres les Ministres des 3 puissances occidentales à partir du 10 mai 1950, Dean Acheson avait demandé que la France fasse des propositions d’intégration de l’Europe Occidentale, incluant l’Allemagne.
Le 9 mai 1950, Robert Schuman, ministre français des Affaires étrangères, fait une proposition qui sera considérée comme l’acte de naissance de l’Europe :
- Créer une union politique entre pays européens, première étape vers la création de l’Union européenne.
- Placer la production franco-allemande de charbon et d’acier sous le contrôle d’une haute autorité commune dans une organisation ouverte à la participation des autres pays d’Europe (qui deviendra la CECA).
- Doter tous les États du continent européen qui le souhaitent d’une monnaie unique, l’ECU, qui deviendra l’euro en 2002.

Les négociations aboutiront par la signature du Traité de Paris le 18 avril 1951 par la France, la RFA, l’Italie et les trois pays du Benelux créant la Communauté européenne du charbon et de l'acier ou CECA.

### Conférences préparatoires à la fondation de la RFA

#### Conférence de Londres de février à juin 1948
Cette conférence a réuni à Londres les trois pays qui contrôlent l'Allemagne occidentale : États-Unis, Royaume-Uni et France plus les trois pays du Benelux. Elle s’est déroulée en deux temps. Le premier, du 23 février au 6 mars 1948, n’aboutit que partiellement du fait de la France, qui conditionne son accord au problème sarrois. La conférence reprend le 20 avril et se conclut le 1er juin sur un accord portant sur le processus de mise en place d’un état fédéral allemand disposant de larges pouvoirs législatifs et administratifs, mais demeurant démilitarisé et sous statut d’occupation et sur la mise en place d’une Autorité internationale de la Ruhr chargée de coordonner et de contrôler son activité économique.

#### Signature du protocole créant l’Autorité internationale de la Ruhr en décembre 1948
Faisant suite aux décisions prises lors de la conférence de Londres, les six puissances signent le 28 décembre 1948 le protocole détaillé créant l’Autorité internationale de la Ruhr.

#### Accord de Washington en avril 1949 sur la création d’un État allemand
Les Ministres des Affaires Étrangères des États-Unis, de la Grande-Bretagne et de la France parviennent le 8 avril 1949 à un accord sur une révision du statut d’occupation de l’Allemagne et sur la création de la République Fédérale Allemande.
Cet accord se traduira par la promulgation de la Loi Fondamentale de la RFA du 8 mai 1949.

#### Conférence des occidentaux à Paris en novembre 1949
Le 9 novembre 1949, les ministres des Affaires étrangères des 3 puissances occidentales proclament leur volonté d'intégrer la République fédérale d'Allemagne dans le bloc occidental, en lui ouvrant la participation aux différentes Organisations internationales fonctionnant en Europe de l’Ouest : l’OECE, le Conseil de l’Europe, l’Agence Internationale pour la Ruhr. L’accord de Petersberg sera signé le 22 novembre 1949 à cet effet entre les trois Hauts Commissaires Alliés et  Konrad Adenauer, Chancelier de la RFA.

#### Signature de la convention sur le statut de l’Allemagne de l’Ouest en mai 1952
Le 28 mai 1952 à Bonn, les Ministres des Affaires Étrangères des 3 puissances occidentales et le Chancelier de la RFA, Konrad Adenauer, signèrent une convention qui donnait sa souveraineté complète et simultanément consacrait son arrimage au bloc de l’Ouest et prévoyait son entrée dans l’Alliance militaire occidentale, la CED, en cours de formation sous l’égide de la Grande-Bretagne et de la France.

### Conférences sur les questions de défense et de sécurité
Malgré la supériorité militaire des États-Unis, la présence de l’Armée Rouge à moins de 200 kilomètres du Rhin a constitué une préoccupation majeure des pays d’Europe de l’ouest, qui ont œuvré dès 1945 à la mise sur pied d’alliances à caractère militaire, dont l’Alliance Atlantique sera finalement l’aboutissement, en deux temps : sa création en avril 1949, puis l’intégration de l’Allemagne de l’Ouest en son sein en mai 1955.

#### Signature du Traité de Dunkerque en mars 1947
La France et la Grande-Bretagne signent le 4 mars 1947 à Dunkerque un traité d’assistance mutuelle, officiellement dirigé contre toute menace allemande, potentiellement ouvert à d’autres pays, et qui préfigure la construction progressive des alliances de défense du bloc de l’Ouest.

#### Signature du Traité de Bruxelles en mars 1948
Le traité de Bruxelles est signé le 17 mars 1948, entre la France, le Royaume-Uni, la Belgique, les Pays-Bas et le Luxembourg. Il établit une collaboration économique, sociale et culturelle et de légitime défense collective entre la Grande-Bretagne, la France et les pays du Benelux.
Il donne naissance à une Union occidentale, qui préfigure l'Union de l'Europe occidentale.

#### Signature du traité de l’Atlantique nord à Washington le 4 avril 1949
Le traité de l’Atlantique nord a été signé par 12 pays dans le but de garantir l’implication des États-Unis dans la sécurité de l’Europe. Ce traité constituera le cadre de défense de l’Europe pendant toute la durée de la guerre froide.

#### Signature du Traité de Paris créant l’UEO en octobre 1954
Le Parlement français votera le 30 août 1954 contre la ratification de la Communauté européenne de défense (ou CED) faisant échouer sa création, et rendant nécessaire de trouver une solution alternative au réarmement de la RFA. Une conférence est organisée à Londres fin septembre 1954, réunissant la Grande-Bretagne, les États-Unis, le Canada et les états de la CECA. En quelques jours un accord est trouvé consistant à créer l’Union de l’Europe occidentale dont la RFA fera partie en tant qu’état souverain intégré à la défense de l’Europe, qui pourra quelques mois plus tard devenir membre de l’OTAN. Cet accord prendra le nom de Traité de Paris où il sera signé le 23 octobre 1954, par modification du Traité de Bruxelles de 1948, dont il élargit les membres à l’Allemagne (RFA) et à l’Italie.
Ce même 23 octobre sera signé le Protocole d'accession au traité de l'Atlantique nord de la République fédérale d'Allemagne.

### Conférences entre pays de l’Est

#### Conférence fondatrice du Kominform à Szklarska Poreba en septembre 1947
Cette conférence constitue la riposte de Staline au Plan Marshall. Elle réunit les Partis Communistes de 7 pays de l’Est ainsi que ceux de la France et de l’Italie. La fondation du Kominform  est marquée par le discours de Jdanov proposant une vision du monde en deux camps opposés, bien loin de celle de la Grande Alliance de la guerre.
Une deuxième conférence du Kominform eut lieu du 19 au 23 juin 1948 à Bucarest, suivie d’une troisième à Budapest du 16 au 19 novembre 1949.

#### Conférence des ministres des affaires étrangères des pays de l’Est à Varsovie en juin 1948
Cette conférence tenue le 24 juin 1948 regroupe les ministres des Affaires étrangères de l’URSS et de 7 pays communistes d’Europe de l’Est. Les participants critiquent vivement les mesures décidées à Londres début juin par les occidentaux au sujet de l'Allemagne occidentale. Ce même jour sera mis en place le blocus de Berlin.

#### Conférence fondatrice du CAEM (ou COMECON) de Moscou en janvier 1949
Cette conférence relative au développement des liens économiques entre l’Union soviétique et cinq pays d’Europe de l’Est s’est conclue par l’annonce de la création d’une Organisation de planification et de coopération économique entre ses membres, le Conseil d'assistance économique mutuelle. Parmi les motivations de Staline figure la volonté de compenser l’interdiction faîte aux pays d’Europe de l’Est de participer au Plan Marshall.

#### Conférence de Moscou sur la sécurité en Europe en novembre 1954
Le 29 novembre 1954 s’ouvre à Moscou une conférence réunissant huit pays du bloc de l’Est en riposte au Traité de Paris signé un mois auparavant par les Occidentaux. Elle condamne les Accords de Paris intervenus en octobre 1954 se traduisant par le réarmement de l’Allemagne de l’Ouest et son adhésion à l’OTAN. Elle propose la mise en place d’un système de sécurité pan-européen englobant les deux états allemands.

#### Conférence fondatrice du Pacte de Varsovie en mai 1955
Cette conférence fonde l’alliance militaire entre l’Union soviétique et 7 pays d’Europe de l’Est, qui prendra le nom de Pacte de Varsovie où elle sera formellement signée le 14 mai 1955. Le texte de ce traité d’amitié, de coopération et d’assistance mutuelle prévoit notamment l’intervention militaire des états signataires en cas d’agression contre l’un d’entre eux.